# Eugen Thomas
Eugen Thomas (Surabaya, Java, 30 de gener de 1863 - 17 de juliol de 1922) fou un director d'orquestra i compositor neerlandès.
Als quinze anys es traslladà als Països Baixos i a Delft va fer la carrera d'enginyer, però després decidí dedicar-se per complet a la música, que ja havia estudiat abans, i després de passar dos anys al Conservatori de Viena (1885-87) fou nomenat director d'orquestra del teatre de Pilsen, i el 1888 de l'Òpera alemanya de Groningen, on també es donà conèixer com a pianista, i més tard es dirigí a Viena, i allà fundà la Wiener a cappella Chor. El 1907 fou nomenat director de la classe de cors del Conservatori.
La seva obra com a compositor també és considerable i consisteix en dues òperes, cors, música simfònica i música de cambra. Se li deu, a més: Die Instrumentation der Meistersinger von Richard Wagner (1889) i Die Wiener-Chorschule (1907).